# Caso de espionaje de Chile en el Perú de 1979
El espionaje de Chile al Perú fue un incidente internacional ocurrido el año 1978 y que concluyó el 20 de enero de 1979, sobre las acusaciones de espionaje realizadas presuntamente por Chile en el Perú, que culminó con la declaración de persona no grata del embajador chileno en Lima, Francisco Bulnes Sanfuentes y el fusilamiento por traición a la patria del Suboficial Peruano de la Fuerza Aérea del Perú Julio Vargas Garayar.

## Desarrollo

### Talara
En 1978 se vivía un clima de tensión entre Argentina y Chile por el diferendo fronterizo del Canal de Beagle. Ese año atracó en el puerto peruano de Talara el petrolero chileno Beagle para reabastecer combustible. Se sostiene que los oficiales militares chilenos, capitán Sergio Jarpa y teniente Alfredo Andonaegui, se encaminaron a la base aérea militar situada en Talara para fotografiar ocultamente los aviones de combate Sukhoi Su-22 adquiridos por el Perú a la URSS hacía poco tiempo, siendo arrestados por la seguridad de la Fuerza Aérea del Perú.
Los oficiales chilenos indicaron a sus pares peruanos que las órdenes de fotografiar aviones de guerra provenían del embajador chileno, Francisco Bulnes. En su confesión, dieron información de otros cuatro espías chilenos activos en el Perú, que son capturados cerca a la base aérea de La Joya, en Arequipa. 
La nave Beagle parte hacia Guayaquil dejando a los oficiales chilenos prisioneros en el Perú.
El presidente peruano de entonces Francisco Morales Bermúdez decide entonces expulsar al embajador chileno declarándole persona no grata. Antes de partir, Bulnes pide también la liberación de los oficiales chilenos; el embajador y los oficiales fueron también expulsados del Perú en enero de 1979.

### Arequipa
El ex suboficial FAP Julio Vargas Garayar, casado y con una hija, trabajaba en la embajada de Chile en Lima tras ser dado de baja cuando en 1976 no consiguió aprobar unos cursos de promoción, asegurándose que oficiales del ejército chileno le contactaron allí para desempeñarse como espía y le pidieron realizar fotografías de la base aérea de la FAP en La Joya (Arequipa). 
El suboficial Vargas Garayar, de 29 años de edad, fue prontamente descubierto en sus actividades y de inmediato fue acusado de espionaje y sentenciado a muerte en un juicio sumario ante un tribunal militar, conforme lo establecía la Constitución peruana de 1933 (entonces vigente) para estos casos. El Consejo de Ministros negó el indulto al condenado y el 20 de enero de 1979 Vargas Garayar fue fusilado en el Cuartel Bolivar (Pueblo Libre) por traición a la patria. Vargas indicó hasta su muerte que solo era un contraespía subordinado al Servicio de Inteligencia del Perú, entregando información relevante a los mandos militares peruanos y dando solo datos de poca relevancia a Chile.

He arriesgado inútilmente mi vida a favor de mi patria y mi institución, a los cuales he dado valiosas informaciones, y como premio me dan 5 plomazos y la deshonra de mi nombre al ser tachado de traidor. Efectivamente, me declaré culpable, pero no informan al pueblo peruano que lo hice por medio de la tortura y que mi juicio fue fraude y burla
Julio Vargas Garayar.

Los medios de comunicación en el Perú estaban censurados en esa época por la dictadura militar que duró hasta el 27 de julio de 1980. La revista limeña Caretas publicó el 15 de enero el caso del buque Beagle y del oficial Vargas Garayar, pero la edición fue confiscada por orden gubernamental y el 16 de enero la revista fue clausurada temporalmente. Un corresponsal peruano de la agencia de noticias UPI acudió circunstancialmente al Cementerio El Ángel de Lima el día 20 de enero y así se enteró del inmediato entierro del suboficial fusilado, así como de los motivos de su muerte, difundiendo la noticia de modo parcial. Solo entonces el gobierno peruano emitió un comunicado público, siendo que hasta 1980 no fue posible conocer más detalles sobre el incidente.
Julio Vargas Garayar no contó con un juicio que garantizara completamente sus derechos humanos, fue un juicio casi secreto y apresurado, efectuado durante una dictadura.